# セバスティアン・スキラシ

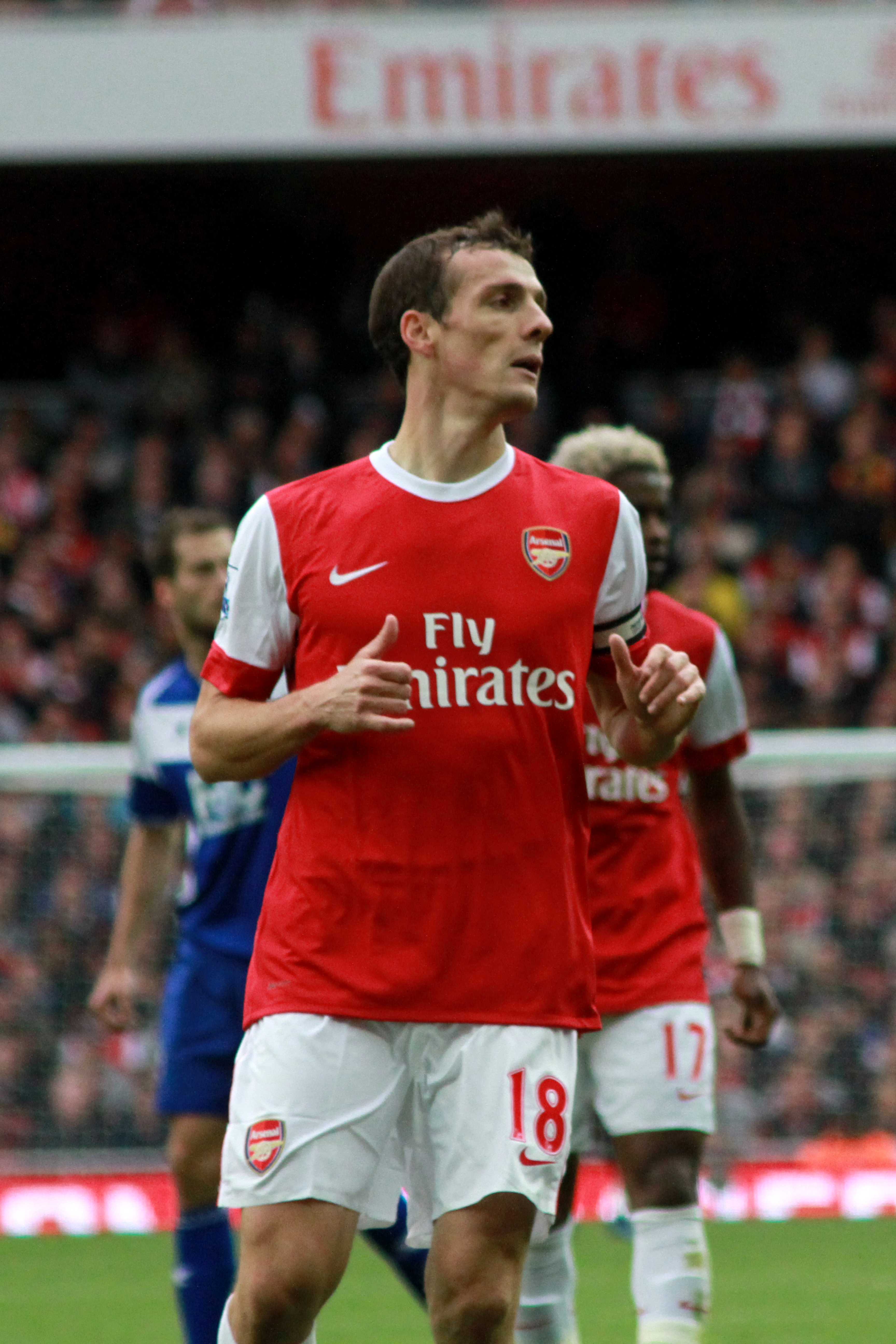
アーセナルでプレーするスキラシ

セバスティアン・スキラッチ（Sébastien Squillaci, 1980年8月11日 - ）は、フランス共和国ヴァール県トゥーロン出身の元サッカー選手。元フランス代表である。現役時代のポジションはCB。
サルヴァトーレ・スキラッチの愛称であった「トト」の愛称をつけられている。

## クラブ経歴
2部リーグに所属していたスポルタン・トゥーロン・ヴァールでデビュー。1998年にASモナコへ移籍するもレギュラーを獲得することができず、ACアジャクシオへレンタルされた。しかしながら、2001年にモナコの監督に就任したデシャンはアジャクシオでの活躍に目を付け、翌シーズンにチームに呼び戻すとセンターバックのレギュラーに据えた。ガエル・ジヴェ等とコンビを組み2003-2004シーズンにはチャンピオンズリーグ決勝に進出したが、自身は出場機会がなくFCポルトに敗れている。
2006年、オリンピック・リヨンに移籍。クラウディオ・カサッパの後継者として最終ラインをまとめ、クリスとのコンビでリーグ優勝に貢献した。2008年にセビージャFCへ3年契約で移籍した。移籍1年目から33試合に出場し、同胞のジュリアン・エスキュデとともに最終ラインのリーダーとして活躍した。
2010年8月26日、アーセナルFCに3年契約で移籍した。移籍金は推定800万ユーロ（約8億6000円）。
加入当初ばトーマス・フェルメーレンの怪我もあって同じく新加入で同胞のローラン・コシールニーやヨハン・ジュルー等と共に主力として活躍したが、フェルメーレンが怪我から復帰しペア・メルテザッカーが加入するとそれ以降は出場機会に恵まれなかった。
2013年6月5日、アンドレイ・アルシャヴィン、デニウソンと共にアーセナルを退団することが発表された。7月16日、SCバスティアへ移籍。6季ぶりの母国復帰を果たした。
2017年11月、現役引退を発表した。

## 代表経歴
2004年にフランス代表としてボスニア・ヘルツェゴビナ戦でデビュー。UEFA EURO 2008のメンバーにも選出されたが、出場機会はなかった。2010 FIFAワールドカップメンバーにも選出された。

## 代表歴

### 出場大会
- フランス代表
  - 2010 FIFAワールドカップ

### 試合数
- 国際Aマッチ 21試合 0得点（2004年-2010年）[3]

| フランス代表 | 国際Aマッチ | 国際Aマッチ |
| 年           | 出場        | 得点        |
| ------------ | ----------- | ----------- |
| 2004         | 6           | 0           |
| 2005         | 4           | 0           |
| 2006         | 0           | 0           |
| 2007         | 2           | 0           |
| 2008         | 1           | 0           |
| 2009         | 5           | 0           |
| 2010         | 3           | 0           |
| 通算         | 21          | 0           |

## タイトル
クラブ
- ACアジャクシオ

リーグ・ドゥ 2001-02
- ASモナコ

リーグ・カップ 2003
- オリンピック・リヨン

トロフェ・デ・シャンピオン 2006
リーグ・アン 2006-07, 2007-08
- セビージャFC

コパ・デル・レイ 2009-10